# Classe Grande Africa
La classe Grande Africa est une classe de roulier-porte-conteneurs construit pour la société Inarme, du groupe napolitain Grimaldi.

## Conception
Dix navires sont construits par Fincantieri entre 1997 et 2004 aux chantiers navals de Palerme, Ancône et Castellammare di Stabia. Ils ont la particularité de combiner une partie arrière aménagée en garage pour le transport de véhicules et munie d'une rampe de chargement électro-hydraulique, avec un pont roulant avant permettant de transporter des conteneurs, des véhicules ou des remorques routières. Du côté tribord, ils sont équipés de deux grues capables de soulever 40 tonnes chacune.
Leur système de propulsion consiste en un moteur diesel à deux temps de sept cylindres fabriqué par Sulzer (type : 7RTA72U) d'une puissance de 15 540 kW. Le moteur agit sur une hélice à pas variable et permet une vitesse maximale de 21 nœuds (39 km/h). Le système électrique embarqué est alimenté par quatre générateurs d’une puissance totale de 4 003 kW. Les manœuvres d’arrivée et de départ sont facilitées par des systèmes de contrôle transversaux à l’avant et à l’arrière.
En outre de l'équipage composé de 26 marins, un hébergement est disponible pour 12 camionneurs ou passagers dans six cabines doubles.

## Navires de la classe
| Navire              | Constructeur | Pose de la quille | Lancement        | Mise en service  | Statut                  | Photo |
| ------------------- | ------------ | ----------------- | ---------------- | ---------------- | ----------------------- | ----- |
| Grande Africa       | Fincantieri  | 20 décembre 1995  | 8 juillet 1998   | 29 octobre 1998  | En service              |       |
| Grande America      | Fincantieri  | 20 décembre 1995  | 5 juillet 1997   | 9 décembre 1997  | Coulé le 12 mars 2019   |       |
| Grande Atlantico    | Fincantieri  | 25 juillet 1996   | 17 avril 1999    | 21 juillet 1999  | En service              |       |
| Grande Brasile      | Fincantieri  | 27 février 1999   | 19 février 2000  | 30 mai 2000      | Démoli à Aliaga en 2025 |       |
| Grande Argentina    | Fincantieri  | 29 juin 1999      | 11 novembre 2000 | 26 février 2001  | En service              |       |
| Grande Francia      | Fincantieri  | 5 novembre 2001   | 20 juillet 2002  | 12 décembre 2002 | En service              |       |
| Grande Nigeria      | Fincantieri  | 26 février 2002   | 26 décembre 2002 | 25 janvier 2003  | En service              |       |
| Grande San Paolo    | Fincantieri  | 26 février 2002   | 3 mai 2003       | 9 août 2003      | En service              |       |
| Grande Amburgo      | Fincantieri  | Février 2003      | Octobre 2003     | Décembre 2003    | En service              |       |
| Grande Buenos Aires | Fincantieri  | 28 juin 2002      | 4 novembre 2003  | 16 février 2004  | En service              |       |

## Incidents
Le 13 août 2003, le Grande Nigeria est entré en collision avec le roulier Nada V à l'embouchure du port d'Anvers, causant des dommages aux deux navires et la fermeture du port. La cause était une erreur du capitaine du Grande Nigeria.
Le 11 mars 2019, un incendie se déclare sur le Grande America au large du Finistère, dans le nord-ouest de la France. Le navire sombre le lendemain à environ 180 milles marins de la côte bretonne, avec de nombreux produits dangereux en cargaison. 